# Élections municipales de 1971 à Dunkerque
Les élections municipales ont lieu le 14 mars 1971 à Dunkerque.

## Mode de scrutin
La loi du 5 avril 1884 est considérée comme l'acte fondateur de la démocratie municipale en France, instituant un régime juridique uniforme pour toutes les communes (à l'exception de la ville de Paris). Elle affirme l'élection des membres du conseil municipal (les conseillers municipaux) au suffrage universel direct et l'élection du maire par le conseil municipal. Le mandat est fixé à quatre ans, il est porté à six ans en 1929.
Le mode de scrutin retenu est le scrutin majoritaire plurinominal à deux tours avec panachage. Il reste en vigueur pour toutes les communes jusqu'aux élections de 1947, où un scrutin proportionnel s'applique aux communes de plus de 9 000 habitants.
L'ordonnance du 4 février 1959 rétablit le scrutin majoritaire pour les communes de moins de 120 000 habitants. Pour les autres, le scrutin est un scrutin proportionnel de liste à un tour. Mais dès 1964, une loi supprime totalement la proportionnelle :
- dans les communes de moins de 30 000, le scrutin majoritaire avec panachage est maintenu ;
- dans les communes de plus de 30 000 est créé un scrutin majoritaire avec liste bloquée à deux tours : la liste gagnante (majorité absolue au premier tour, relative au second) remporte la totalité des sièges du conseil municipal ; à Paris, Marseille et Lyon, le scrutin a lieu par secteurs composés d'un, plusieurs ou une partie d'arrondissement.

## Contexte
Claude Prouvoyeur (CNIP) se présente pour un second mandat après la fusion de Dunkerque avec Malo-les-Bains fin d'année 1969, il retrouve une nouvelle fois face à Albert Denvers député de la 11e circonscription du Nord et président de la Communauté urbaine de Dunkerque et Gérard Ehlers pour le PCF.

## Résultats[4]
- Maire sortant : Claude Prouvoyeur (CNIP)
- 33 sièges à pourvoir (population légale 1968 : 27 504 habitants)

| Candidat        | Candidat           | Parti          | Premier tour | Premier tour | Second tour | Second tour |
| Candidat        | Candidat           | Parti          | Voix         | %            | Voix        | %           |
| --------------- | ------------------ | -------------- | ------------ | ------------ | ----------- | ----------- |
|                 | Claude Prouvoyeur* | SE             | 8 730        | 53,75        |             |             |
|                 | Albert Denvers     | PS             | 5 559        | 34,22        |             |             |
|                 | Gérard Ehlers      | PCF            | 1 952        | 12,01        |             |             |
|                 |                    |                |              |              |             |             |
| Inscrits        | Inscrits           | Inscrits       | 23 820       | 100,00       |             |             |
| Abstentions     | Abstentions        | Abstentions    | 7 306        |              |             |             |
| Votants         | Votants            | Votants        | 16 494       |              |             |             |
| Blancs et nuls  | Blancs et nuls     | Blancs et nuls | 243          |              |             |             |
| Exprimés        | Exprimés           | Exprimés       | 16 241       |              |             |             |
| * Maire sortant |                    |                |              |              |             |             |